# Цзоу Цзе
Цзоу Цзе (кит. упр. 邹捷, пиньинь Zōu Jĭe; 17 января 1981, Далянь, Ляонин) — китайский футболист, полузащитник и нападающий. В основном играл за клубы из Даляня. Игрок национальной сборной КНР. В 2001 году стал обладателем награды «Лучший молодой футболист» Китайской футбольной ассоциации. В 2005 году становился лучшим бомбардиром Кубка Китая. По футбольному стилю считался учеником Хао Хайдуна.

## Карьера

### Клубная карьера
С 1996 года выступал за молодёжные команды Даляня. Клубную карьеру игрок начинал в клубе «Далянь Шидэ» в сезоне 2000 года, в котором дважды выходил на поле. В 2001 году игрок получил больше игровой практики, отыграл в 20 матчах, забил 8 голов и стал частью основы команды-победителя. Кроме того, игрок получил награду «Лучший молодой футболист» 2001 года. В «Даляне» регулярно выступал чемпионате, несколько раз выигрывал титул чемпиона Китая, а также Кубок страны. Наиболее продуктивным оказался сезон 2005 года, Цзоу забил 15 голов в 23 матчах за команду. Неудачным для команды оказался сезон 2008 года, когда клуб чуть не лишился прописки в Суперлиге. Новым наставником команды стал Сюй Хун, который резко повысил требования к игрокам, а Цзоу лишился игровой практики на полгода. В итоге было принято непростое решение отправиться в аренду в соседний Шэньян, где Цзоу выступал за «Шэньян Дунцзинь» в сезоне 2009 года. Сезон 2010 года игрок провел в клубе второй лиги «Далянь Итэн», где и завершил игровую карьеру. В профессиональный футбол вернулся в марте 2017 года, присоединившись к клубу второй лиги «Хайнань Боин».

### Международная карьера
После удачного сезона 2005 года в «Даляне» игрок получил вызов в национальную сборную. Дебют состоялся 19 июня 2005 года в товарищеском матче против сборной Коста-Рики, которая завершилась ничьей 2-2. После нескольких товарищеских игр Цзоу принял участие в квалификации на Кубок Азии по футболу против команды Палестины. Матч состоялся 22 февраля 2006 года, а сборная Китая одержала победу со счётом 2-0. Также игрок принял участие ещё в одном квалификационном матче против сборной Ирака, в котором Китай победил 2-1 (игра состоялась 1 марта 2006). При этом главный тренер сборной Чжу Гуанху не был впечатлён игрой нападающего и в дальнейшем не привлекал его к участию в матчах сборной.

## Достижения

### Клубные
Далянь Шидэ:
- Чемпион Лиги Цзя-А/Суперлиги : 2001, 2002, 2005
- Обладатель Кубка Китая: 2005

### Индивидуальные
- Лучший молодой игрок КФА : 2001